# Licking Stick – Licking Stick
"Licking Stick – Licking Stick" é uma canção escrita por James Brown, Bobby Byrd e Alfred "Pee Wee" Ellis e gravada por Brown em single de duas partes em 1968. Byrd provêm os backing vocals da canção. Foi o primeiro single estéreo lançado pela King Records. A canção foi incluída no álbum Say It Loud – I'm Black and I'm Proud.
O título se refere à uma vareta usada para administrar castigo corporal (uma "lambida").

## Posições nas paradas
| Parada (1968)          | Pico |
| ---------------------- | ---- |
| U.S. Billboard Hot 100 | 14   |
| U.S. Billboard R&B     | 2    |

## Versões ao vivo
Brown apresenta uma versão ao vivo de "Licking Stick – Licking Stick" em seu álbum de 1970 Sex Machine, bem como no álbum de 1998 Say It Live and Loud: Live in Dallas 08.26.68.

## Outras Versões
Hank Ballard gravou uma versão cover com uma letra diferente sob o título How You Gonna Get Respect (When You Haven't Cut Your Process Yet) que foi lançado como single em 1968.